# János Küküllei
János Küküllei – węgierski duchowny katolicki i kronikarz. Na początku kariery był notariuszem w różnych sekcjach królewskiej kancelarii. Od początku lat 50. XIV wieku sprawował urząd kościelny i uzyskał szereg beneficjów: w 1352 roku kanonik lektor w Aradzie i Egerze, w 1353 roku właściciel kanonii w Zagrzebiu i Székesfehérvárze, a do śmierci kanonik siedmiogrodzki i archiprezbiter komitatu Kis-Küküllő (od tej ostatniej godności pochodzi jego przydomek), od 1358 roku kanonik ostrzyhomski, potem dwukrotnie był wikariuszem biskupa ostrzyhomskiego. Król Ludwik I udzielił mu szczególnego wyróżnienia i w 1358 roku uczynił specjalny kapelanem oraz naczelnym notariuszem swojej kancelarii. W latach 60. XIV wieku, po przeprowadzce do Wyszehradu, w 25 rozdziałach opisał neapolitańskie wyprawy swojego władcy, a po śmierci Ludwika napisał 30 rozdziałów na temat jego cnót. Biografią króla Ludwika I uzupełnił dzieło zewidencjonowane pod tytułem Chronicon de Ludovico rege, które było pierwszą świecką biografią w średniowiecznej literaturze węgierskiej. Według László Hollera on opracował i częściowo również napisał tekst Kroniki Ilustrowanej.